# سنغاراجا
سنغاراجا (بالإنجليزية: Singaraja)‏ هي منطقة سكنية تقع في إندونيسيا في بالي. يقدر عدد سكانها بـ 80,500 نسمة .

## أعلام
- كمال إدريس